# مقاطعة بريستون (فرجينيا الغربية)
مقاطعة بريستون هي مقاطعة في فرجينيا الغربية، تتبع فيرجينيا الغربية، بلغ عدد سكانها 33٬520  نسمة، في 2010، عاصمتها كينغوود، تبلغ مساحتها 1٬687 كيلومتر مربع.

## الموقع
تشترك في الحدود مع:
- مقاطعة فاييت
- مقاطعة بربور (فرجينيا الغربية)
- مقاطعة تايلور (فرجينيا الغربية)
- مقاطعة غرانت (فرجينيا الغربية)
- مقاطعة غاريت، ميريلاند
- مقاطعة تاكر (فرجينيا الغربية)
- مقاطعة مونونغاليا (فرجينيا الغربية).

## أعلام
- بيث بونير